# Ulm (1809)
Pour les articles homonymes, voir Ulm (homonymie).
L'Ulm est un vaisseau de ligne de 74 canons de la classe Téméraire en service dans la marine française pendant le premier Empire.

## Service actif
En août 1809, l'Ulm, sous les ordres du capitaine de vaisseau Lucas, fait partie de la flotte de la Méditerranée, à Toulon. En 1810, les vaisseaux Ulm et Suffren s'abordent.
En 1813, l'Ulm est sous le commandement du capitaine de vaisseau Chaunay-Duclos. Le 5 novembre 1813, le vaisseau participe à une sortie d'une escadre la flotte de la Méditerranée qui rencontre l'escadre britannique de blocus commandée par Edward Pellew. L'Agamemnon, l'Ajax, l'Ulm, le Borée et les frégates Melpomène, Pénélope et Galatée affrontent les vaisseaux britanniques Caledonia, San Josef, Boyne, Scipion, Mulgrave, Pembroke et Armada. Alors que l'Agamemnon et les frégates risquent d'être enveloppés par les navires britanniques, le contre-amiral Cosmao-Kerjulien vient à leur secours à bord du 118 canons Wagram et permet à l'escadre de regagner Toulon.
Entre le 7 juillet et le 8 août 1814, l'Ulm rapatrie les troupes françaises de Corfou à Ajaccio via Toulon et transporte des troupes d'Ajaccio à Toulon.